# سامر اسلم (۲۰۲۰)
سامر اسلم (به انگلیسی: Summerslam) یک رویداد غیر رایگان (Pay-Per-View) در کشتی حرفه‌ای می‌باشد که توسط کمپانی دبلیودبلیوئی برای دو برَند راو و اسمک‌دَون تهیه می‌شود و این دوره‌اش هم در ۲۳ اوت ۲۰۲۰ در ام‌وی سنتر شهر اورلاندو ایالت فلوریدا برگزار شد. این سی و سومین رویداد تحت عنوان سامر اسلم بود.

## زمینه‌سازی
سامر اسلم شامل مسابقاتی بین دشمنی‌های موجود، ماجراهای پیش آمده و استوری‌هایی خواهد بود که پیش از این در برنامه‌های راو یا اسمک داون پخش شده بود. کشتی‌گیرها با توجه به مسابقات یا سری اتفاقاتی که برایشان رخ می‌دهد و تنش را به حد اکثر می‌رساند، نقش منفی یا قهرمان به خود می‌گیرند.

## نتایج
| #                                                                                                 | نتایج | نوع مسابقه                                                                                             | مدت زمان |
| ------------------------------------------------------------------------------------------------- | --- | --- | -------- |
| ۱پ                                                                                                | آپولو کروز (c) پیروز در مقابل ام‌وی‌پی                                                                        | مسابقه تک نفره برای قهرمانی کمربند ایالات متحده دبلیودبلیوئی هرت بیزنس اجازه همراهی ام‌وی‌پی را نداشتند. | ۰۶:۴۰    |
| ۲                                                                                                 | بیلی (c) (با همراهی ساشا بنکس) پیروز در مقابل آسکا                                                          | مسابقه تک نفره برای قهرمانی کمربند زنان اسمک‌داون                                                       | ۱۱:۳۵    |
| ۳                                                                                                 | د استریت پرافیتز (آنجلو داوکینز و مانتز فورد) (c) پیروز در مقابل آندراده و انجل گارزا (با همراهی زلینا وگا) | مسابقه تگ تیم برای کمربندان تگ تیم راو                                                                 | ۰۷:۵۰    |
| ۴                                                                                                 | مندی رز پیروز در مقابل سونیا دویل                                                                           | مسابقه بازنده باید از دبلیودبلیوئی برود، بدون صلب صلاحیت                                               | ۱۰:۰۵    |
| ۵                                                                                                 | سث رالینز (با همراهی مورفی) پیروز در مقابل دامینیک میستریو (با همراهی ری میستریو)                           | جنگ خیابانی                                                                                            | ۲۲:۳۵    |
| ۶                                                                                                 | آسکا پیروز در مقابل ساشا بنکس (c) (با همراهی بیلی) با تسلیم                                                 | مسابقه تک نفره برای کمربند زنان راو                                                                    | ۱۱:۲۵    |
| ۷                                                                                                 | درو مکینتایر (c) پیروز رندی اورتون                                                                          | مسابقه تک نفره برای قهرمانی دبلیودبلیوئی                                                               | ۲۰:۳۵    |
| ۸                                                                                                 | "د فیند" بری وایت پیروز در مقابل براون استرومن (c)                                                          | مسابقه پیروزی در هر مکان برای قهرمانی کمربند یونیورسال دبلیودبلیوئی                                    | ۱۲:۰۰    |
| - (c) – نشان‌دهنده قهرمان(هایی) است که به میدان می‌روند - پ – نشان‌دهنده این است که مسابقه در پری–شو | | |          |